# PostNord
PostNord AB est le nom de la holding résultant de la fusion des sociétés de service postal Posten AB et Post Danmark qui a eu lieu le 24 juin 2009.
Fritz H. Schur est le président et Lars G Nordström est le chef de ce nouveau groupe qui compte environ 50 000 employés.
Le 17 mai 2011, la société est renommée PostNord. Elle est contrôlé à 60 % par l'État suédois et à 40 % par l'État danois. 
En mars 2025, après la fin de l'obligation du service postal universel au Danemark, PostNord annonce mettre fin à sa distribution du courrier au Danemark, qui sera alors prise en charge principalement par l'entreprise privée danoise DAO. Cette annonce est associée à la suppression de 1 500 postes au Danemark concernant la distribution du courrier.